# Marjorie Philibert
Œuvres principales
- Sur les traces des serial killers co-écrit avec Fabrice d'Almeida (2015)
- Presque ensemble (2017)

Marjorie Philibert, née à Tel-Aviv (Israël), est une écrivaine française.

## Biographie
Née d’un père français diplomate et d’une mère vietnamienne, Marjorie Philibert passe le baccalauréat à 16 ans, au Lycée Descartes de Rabat. En 1997 elle arrive à Paris où elle effectue des études en classes préparatoires littéraires (CPGE) au lycée Louis-le-Grand, puis des études de journalisme. Diplômée du CELSA (Paris IV-Sorbonne), elle devient journaliste en presse écrite. Elle se spécialise dans les questions de culture et de société et écrit des articles dans Technikart, les Inrockuptibles, L’Obs, VSD, Le Monde, et Le Figaro Magazine.
De 2008 à 2010 elle est chroniqueuse dans l’émission Pif Paf sur Paris Première présentée par Philippe Vandel.
En novembre 2014, elle coécrit avec le comédien Jean Benguigui son autobiographie intitulée Un parfum d'orange amère aux éditions Fayard.
En octobre 2015, elle coécrit avec l’historien Fabrice d'Almeida Sur les traces des serial killers aux éditions de la Martinière. Le livre retrace la naissance du tueur en série au XIXe siècle avec l'urbanisation et le développement de la presse, puis comment les guerres mondiales et les totalitarismes du XXe siècle font évoluer sa figure et sa manière de tuer, comme l’illustre le cas du docteur Petiot.
En janvier 2017 elle publie son premier roman, Presque ensemble aux éditions Jean-Claude Lattès. Le roman met en scène Nicolas et Victoire, deux jeunes gens de la « génération Mitterrand »  qui se rencontrent le soir de la finale de la Coupe du monde de football de 1998. Le livre décrit une époque désenchantée, où être ensemble relève de l’exploit, face à la crise et l’individualisme grandissant. Il est remarqué par la critique et sélectionné pour le prix de la Baie des Anges qui ouvre le Festival du livre de Nice.
En 2019, elle adapte pour le cinéma le roman Bande de Français de Marco Koskas en co-écriture avec Alexandre Arcady.

## Œuvres
- Un parfum d'orange amère, coécrit avec Jean Benguigui, Fayard, 2014
- Sur les traces des serial killers, coécrit avec Fabrice d'Almeida, éditions de La Martinière, 2015
- Presque ensemble (roman), J-C. Lattès, 2017